# 維多爾小姐號
維多爾小姐號（英語：Miss Veedol）是歷史上第一架不著陸飛越太平洋的飛機。這趟創紀錄的旅程締造於1931年，美國飛行員克萊德·潘伯恩和休·赫恩頓駕駛該機從日本青森縣三澤的淋代海岸起飛後，持續地飛行了41個小時，在10月5日以機腹降落的方式抵達美國華盛頓州中部城鎮韋納奇。潘伯恩和赫恩頓也因為完成該次飛行，而得到當年的哈蒙獎盃，同時表彰了這項當年航空界最大的成就。

## 飛機來歷
維多爾小姐號為1931年時由貝蘭卡飛機公司製造長距飛行型J-300型單翼機，機身註冊編號是NR796W，打造地點在德拉瓦州紐卡斯爾的貝蘭卡飛行場，原始設計上可載運696美制加侖（2,630公升）的航空燃料。但在潘伯恩和赫恩頓因為未經證實的間諜嫌疑、而被迫滯留日本的期間，動手改造了機體以使之能加載份量更多的燃料，也把起落架改為可拋棄式的設計，以降低飛行時的重量和阻力。最後，維多爾小姐號在1931年創下紀錄的太平洋橫跨飛行中，總共準備了915美制加侖（3,460公升）的汽油。

## 1931年橫太平洋飛行

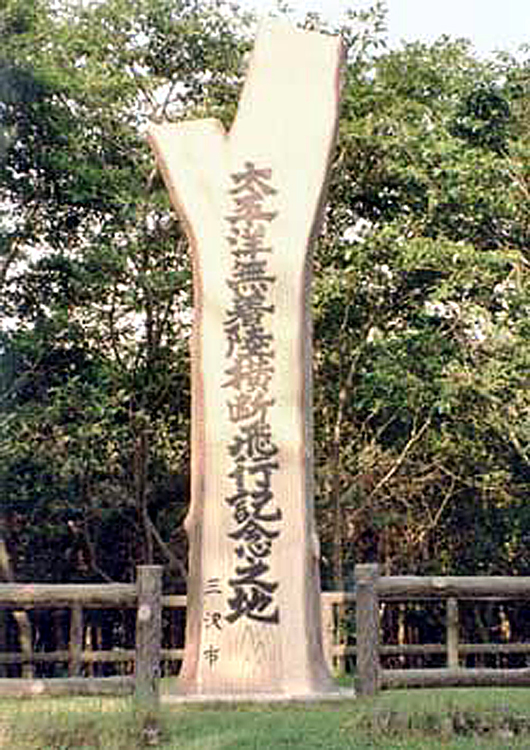
淋代海岸上的太平洋橫越飛行紀念碑，這個海灘在當年是維多爾小姐號的啟程之地，後來則成為三澤空軍基地人員的休憩地點。

### 背景
潘伯恩和赫恩頓原本計畫要完成一次在速度上破紀錄的環球航行，但由於途中發生了數起波折（包括一次在西伯利亞伯力降落後的機體毀損），兩人發現行程已經延遲了27個小時、無法如願超越稍早由美國飛行員威利·波斯特和澳洲飛行員哈羅德·蓋蒂創下的成績。就在尋找其他值得打破的飛行紀錄時，兩人決定將不間斷地橫越太平洋選為挑戰目標，並開始修改維多爾小姐號的設計，以符合任務需求。日本《朝日新聞》也為他們的冒險開出25,000美元獎金。

### 航行過程
維多爾小姐號出發當時的最大乘重已超越了當時廠商設計的最大值，而且起飛位置也選在淋代海岸（40°44′43.8″N 141°24′55.3″E / 40.745500°N 141.415361°E）的一處礫石地面。起落架則在起飛後的3個小時左右，按照原先的計畫打掉，但兩根支柱還連在機身上，使得潘伯恩得在高空中爬到機外去拆除它。事後潘伯恩批評赫恩頓，說輪到自己休息時的赫恩沒有盡責駕駛，不但害他們比原先計畫的航線多飛了更長的距離，還忘記把機翼油箱的燃油輸送到機身油箱，導致引擎因燃油不足而關掉。這種情形迫使他們把飛機向下俯衝，憑藉風力使引擎重新啟動，直到降至海平面1,400英尺（430）處時才能成啟動引擎。

### 飛抵美國
當維多爾小姐號飛入太平洋西北部海域時，大部分所經區域的天氣都變得多雲而有雨。原本還想要飛到愛達荷州首府、增加航行距離紀錄的兩人，發現天氣條件令這計畫不可能成功，於是把飛行方向修正成華盛頓州的斯波坎，但同樣由於陰雨天氣的緣故，使得飛機無法抵達那裡。在改挑帕斯科為目標、又不成功之後，韋納奇才成為了他們的最終選項。他們打算前往韋納奇鎮外、與其同一個飛行方向的芬喬飛行場（Fancher Field）降落。當抵達該地後，由於之前為了減重而拆掉起落架的關係，使得潘伯恩和赫恩頓以機腹著陸的方式迫降到地面、完成航行。維多爾小姐號在降落後雖然機體受損、螺旋槳也被撞壞，但受損程度仍在可以修復的範圍內。撞彎的螺旋槳是維多爾小姐號唯一保存至今的結構，目前展示於韋納奇鎮上的博物館文化中心內。
由於赫恩頓與其母親是這趟飛行中最主要的財務後盾，因此在旅程結束後，大部分的獎金和維多爾小姐號的變賣收入都歸赫恩頓所有。但完成太平洋橫越壯舉後的潘伯恩只得到了他份內的區區2千5百元獎金，之後從事的工作也與先前並無二致，仍是以擔任空郵駕駛員與民航機師維生。最後，潘伯恩和赫恩頓兩人都無法得到日本帝國航空協會提供的10萬美元獎金、或是西雅圖商界人士的2萬8千美元獎金，因為前者的頒發對象限定為日籍飛行員，後者又只針對給西雅圖出發、日本降落的飛行計畫。

## 後續服役情形
維多爾小姐號在橫越太平洋之後便被轉售，當中的一位買主里昂·彼斯庫里（Dr. Leon Pisculli）僱用了威廉·烏布里希（William Ulbrich）當駕駛、葛萊蒂絲·布蘭霍·威爾納（Gladys Bramhall Wilner，1910年8月13日－2009年7月3日）擔任副駕駛，準備進行一趟從紐約飛到羅馬的創紀錄飛行，計畫中還打算飛越佛羅倫斯上空，讓威爾納這位身兼飛行員、護士和跳傘員的女子空降到市內，以紀念同為護士、且名字與該市同音的佛蘿倫絲·南丁格爾女士。完成這次跳傘後，由舞蹈家埃德娜·紐科默（Edna Newcomer）接替威爾納的位置。於是，「維多爾小姐號」被更名為「美國護士號」（The American Nurse），並被漆成白色機身和黃色機翼，1932年6月從布魯克林南部的弗洛伊德·班尼特機場起飛，經西班牙飛往羅馬。這架飛機最後一次出現是被西班牙以西640公里處海域上的一艘郵輪所見，之後就銷聲匿跡，飛機上的人也都跟著失蹤，至今仍為懸案。2009年時，葛萊蒂絲·威爾納以98歲高齡於佛羅里達州傑克遜維爾辭世，此前她是最後一位搭過維多爾小姐號／美國護士號飛行的在世人物。

## 相關紀念
維多爾小姐號的跨太平洋航線終點——東韋納奇在其東北方建造了一塊潘伯恩－赫恩頓紀念地（The Pangborn-Herndon Memorial Site），該址立有一座玄武岩柱，並可將哥倫比亞河及韋納奇河谷的景緻盡收眼底。而美國的實驗飛機協會（Experimental Aircraft Association）也花四年打造了一架可實際飛行的維多爾小姐號複製機，命名作「韋納奇精神號」（Spirit of Wenatchee），並於2003年5月實施首航，之後該機即停放在東韋納奇。
在維多爾小姐號啟航之處的日本青森縣，則於縣立三澤航空科學館內展示了原機的模型，淋代海岸上也立有太平洋橫斷紀念碑。2011年東日本大震災發生後，曾有美國飛行員擬定了駕機飛過三澤上空、向災變後的日本表示鼓舞之意的計畫，之後再打算仿效潘伯恩和赫恩頓兩位先輩，從三澤不間斷地飛越太平洋。